# Liste des épisodes de La Vie de famille

Cette page présente la liste des épisodes de la sitcom américaine La Vie de famille (Family Matters).

## Panorama des saisons
| Saisons | Saisons | Chaînes | Épisodes | Diffusion originale | Diffusion originale |
| Saisons | Saisons | Chaînes | Épisodes | Début de la saison  | Fin de saison       |
| ------- | ------- | ------- | -------- | ------------------- | ------------------- |
|         | 1       | ABC     | 22       | 22 septembre 1989   | 27 avril 1990       |
|         | 2       | ABC     | 25       | 21 septembre 1990   | 26 avril 1991       |
|         | 3       | ABC     | 25       | 20 septembre 1991   | 8 mai 1992          |
|         | 4       | ABC     | 24       | 18 septembre 1992   | 14 mai 1993         |
|         | 5       | ABC     | 24       | 24 septembre 1993   | 20 mai 1994         |
|         | 6       | ABC     | 25       | 23 septembre 1994   | 19 mai 1995         |
|         | 7       | ABC     | 24       | 22 septembre 1995   | 17 mai 1996         |
|         | 8       | ABC     | 24       | 20 septembre 1996   | 9 mai 1997          |
|         | 9       | CBS     | 22       | 19 septembre 1997   | 17 juillet 1998     |

## Liste des épisodes

### Première saison (1989-1990)
1. Devine qui vient dîner ? (The Mama Who Came to Dinner)
2. Quelle famille ! (What A Family!)
3. Les Économies (Short Story)
4. Premier rendez-vous (Rachel's First Date)
5. La Cérémonie des notes (Strais)
6. Être ou ne pas être basketteur (Basketball Blues)
7. Rachel reine du chalumeau (Body Damage)
8. Le Bricoleur (Mr. Badwrench)
9. Surveillance de nuit (Stake-Out)
10. L'Arrestation (False Arrest)
11. Souvenir de famille (The Quilt)
12. L'Embarras du choix (Laura's First Date)
13. Le Meilleur Ami de l'homme (Man's Best Friend)
14. Treize à la douzaine (Baker's Dozens)
15. Vingt ans après (The Big Reunion)
16. Une boum explosive (The Party)
17. Laura se dévoue (The Big Fix)
18. Baby-sitting en famille (Sitting Pretty)
19. Combat singulier (In a Jam)
20. Le Candidat (The Candidate)
21. Les Quilles à la vanille (Bowl Me Over)
22. Le Clip vidéo (Rock Video)

### Deuxième saison (1990-1991)
1. L'Incendie heureux (Rachel's Place)
2. Entre les deux, mon cœur balance (Torn Between Two Lovers)
3. Vive les mariés (Marriage 101)
4. Le Concours de danse (Flashpants)
5. Tout est permis sans permis (The Crash Course)
6. Tradition familiale (Boxcar Blues)
7. Hold-up (Dog Day Halloween)
8. La Cousine de Steve (Cousin Urkel)
9. Jalousies (Dedicated to the One I Love)
10. Projet explosif (The Science Project)
11. Rivalité (Requiem for an Urkel)
12. Du billard (Fast Eddie Winslow)
13. Joyeux Noël Steve (Have Yourself a Merry Winslow Christmas)
14. Un papa collant (Ice Station Winslow)
15. Mon fils (Son)
16. Le Diable et le Bon Dieu (Do the Right Thing)
17. Stevophobie (High Hopes)
18. Le Boute-en-train (Life of the Party)
19. Promenade sur le Michigan (Busted)
20. L'Histoire en question (Fight the Good Fight)
21. La Part du gâteau (Taking Credit)
22. La Voix du passé (Finding the Words)
23. La Fuite (Skip to My Lieu)
24. Le Bon, la Brute et Urkel (The Good, the Bad and the Urkel)
25. J'aurais du l'empêcher (I Should Have Done Something)

### Troisième saison (1991-1992)
1. Et que ça saute ! (Boom)
2. La Tête et les Jambes (Brain Over Brawn)
3. Roméo et Laura (The Show Must Go On)
4. Des mots qui blessent (Word Hurt)
5. Un bébé qui a grandi (Daddy's Little Girl)
6. Le Procès (Citizen's Court)
7. Le Robot (Robo-Nerd)
8. Sélections (Making the Team)
9. La Bande (Born to Be Mild)
10. Revirement (The Love God)
11. L'Ami cadeau (Old and Alone)
12. Une paire de dames (A Pair of Ladies)
13. La Chorale (Choir Trouble)
14. Le Test de l'amitié (A Test of Friendship)
15. Délinquants juvéniles (Jailhouse Blues)
16. La Brune explosive (Brown Bombshell)
17. Comme des chefs (Food, Lies & Videotape)
18. Atout cœur (My Broken-hearted Valentine)
19. Les Femmes au pouvoir (Woman of the People)
20. Rien qu'un petit baiser (Love and Kisses)
21. Steve craque (Stop, in the Name of Love)
22. Le Pensionnaire (The Urkel Who Came to Dinner)
23. Urkel flic (Robo-Nerd II)
24. Les Séducteurs (Dudes)
25. Adieu ma Laura (Farewell, My Laura)

### Quatrième saison (1992-1993)
1. Le Regret (Surely You Joust)
2. Le pot de colle (Hot Wheels)
3. Généreux sacrifice (Dance to the Music)
4. Attention à la tentation (Driving Carl Crazy)
5. Une vilaine rumeur (Rumor Has It)
6. La Balle perdue (Number One with a Bullet)
7. Un spiderman peut en cacher un autre (Whose Kid Is It Anyway?)
8. Waldo officier (An Officer and a Waldo)
9. La Millième Invitation (Just One Date)
10. Drôle de couple (The Oddest Couple)
11. Un cas difficile (It's a Mad, Mad, Mad House)
12. Le Monde selon Urkel (It's Beginning to Look a Lot Like Urkel)
13. Jeu de massacre (Muskrat Love)
14. Plus dur sera l'avenir (The Way the Ball Bounces)
15. L'amour est revenu (A Thought in the Dark)
16. En chanson (Tender Kisses)
17. Valentin le désolé (Heart Strings)
18. Un fils possessif (Higher Anxiety)
19. Le Mariage de maman (Mama's Wedding)
20. C'est sympa les amis (Pulling Teeth)
21. Laura se dévergonde (Walk on the Wild Side)
22. L'Autoradio (Hot Stuff)
23. Bal mouvementé (Stormy Weather)
24. Revanche (Buds 'n' Buns)

### Cinquième saison (1993-1994)
1. Une histoire de perruque (Hell Toupee)
2. En tout bien tout honneur (It Didn't Happen One Night)
3. Urkel le sauveur (Saved by the Urkel)
4. Question de principe (A Matter of Principle)
5. Eddie est timbré (Money out the Window)
6. Les Meilleures Amies du monde (Best Friends)
7. Grand-maman (Grandmama)
8. Docteur Stefan et Mister Steve (Dr. Urkel and Mr. Cool)
9. Tous les moyens sont bons (Car Wars)
10. Tous au cinéma (All the Wrong Moves)
11. Un Noël dans le train (Christmas Is Where the Heart Is)
12. Ruptures et réconciliation (Scenes from a Mall)
13. Le Rock du collège (Rock Enroll)
14. La Loi du mâle (Like a Virgin)
15. Racisme ordinaire (Good Cop, Bad Cop)
16. Présumé coupable (Presumed Urkel)
17. Le Père de la mariée (Father of the Bride)
18. Carl et Steve font du catch (The Psycho Twins)
19. Les Meilleurs Amis du monde (That's What Friends Are For)
20. Attirance (Opposites Attract)
21. Les Joyeux Campeurs (A Camping We Will Go)
22. Cherchez la nonne (Nunsense)
23. Tante surprise (Aunt Oona)
24. Docteur Urkel et Mister Stefan (Stefan Returns)

### Sixième saison (1994-1995)
1. Être ou ne pas être [1/2] (To Be or Not to Be)
2. Être ou ne pas être [2/2] (To Be or Not to Be)
3. Eddie s'émancipe (Till Death Do Us Apartment)
4. Tous aux abris (The Looney Bin)
5. L'Amitié d'abord (Beta Chi Guy)
6. Nuit de terreur (Dark and Stormy Night)
7. Le Parcours du combattant (Par for the Course)
8. Steve se jette à l'eau (Sink or Swim)
9. La Falaise du paradis (Paradise Bluff)
10. Haute voltige (Flying Blind)
11. Miracle dans la rue des ormes (Miracle on Elm Street)
12. Le Gâteau de la discorde (Midterm Crisis)
13. Générosité (An Unlikely Match)
14. Le Nouveau Fils (The Substitute Son)
15. L'Arme (The Gun)
16. Steve se fait sonner les cloches (Wedding Bell Blues)
17. À un cheveu (Ain't Nothing But an Urkel)
18. Mon oncle ce héros (My Uncle the Hero)
19. Le Héros malgré lui (My Bodyguard)
20. Touche pas à ma copine (Cheers Looking at You, Kid)
21. Quoi de neuf, doc ? (What's up Doc?)
22. Nous irons tous à Disneyworld [1/2] (We're Going to Disney World)
23. Nous irons tous à Disneyworld [2/2] (We're Going to Disney World)
24. On achève bien les Urkels (They Shoot Urkels, Don't They?)
25. Sans toit, ni loi (Home Sweet Home)

### Septième saison (1995-1996)
1. Le Monde des petits (Little Big Guy)
2. Le Bracelet de la voisine (The Naked and the Nerdy)
3. La Reine des abeilles (Bugged)
4. Le Chouchou du prof (Teacher's Pet)
5. Privés de sorties (Walking My Baby Back Home)
6. Elle est de retour (She's Back)
7. Course amoureuse (Hot Rods to Heck)
8. Amour à départager (Talk's Cheap)
9. Frappé par la foudre (Struck by Lightning)
10. La Force de l'âge (Best Years of Our Lives)
11. Joyeux Noël (Fa La La La Laagghh !)
12. Steve déraille complètement (Friendship Cycles)
13. Au sud de la frontière (South of the Border)
14. Le Plein de vitamines (Life in the Fast Lane)
15. Sciences à peu près exactes (Random Acts of Science)
16. Réorientations (Tips for a Better Life)
17. Le Lac des cygnes (Swine Lake)
18. Parrainage (My Big Brother)
19. Embarquement presque immédiat (Eau de Love)
20. Waldo astaire (Twinkle Toes Faldo)
21. Arnaqué (Scammed)
22. La Plus Belle soirée de ma vie (Dream Date)
23. Une étoile a failli naître (A Ham is Born)
24. Bravo pour le clone (Send in the Clone)

### Huitième saison (1996-1997)
1. Vive Paris [1/3] (Paris Vacation)
2. Vive Paris [2/3] (Paris Vacation)
3. Vive Paris [3/3] (Paris Vacation)
4. Steve s'en va (Movin' On)
5. Le Petit Fugueur (3J in the House)
6. La Vérité nue (Getting Buff)
7. La Créature (Stevil)
8. Une leçon de karaté (Karate Kids)
9. Le Retour (Home Again)
10. Le Cauchemar d'Eddie (Nightmare at Urkel Oaks)
11. Ce soir on vous met le feu (Chick-a.Boom)
12. Le Juré clairvoyant (The Jury)
13. Les Joyeux Bûcherons (It Came upon a Midnight Clear)
14. Soirée béta (Revenge of the Nerd)
15. Jalousie (Love Triangles)
16. Voyage dans le temps (Father Time)
17. Ce soir je serai la plus belle (Beauty and the Beast)
18. La Fête des amoureux (Le Jour d'Amour)
19. Que savez-vous ? (What Do You Know?)
20. Petit boulot, Bob (Odd Man In)
21. Au bord de la catastrophe (Flirting with Disaster)
22. Adieu rondeurs ! (Pound Foolish)
23. Le Retour du frère prodigue ( The Brother Who Came to Dinner)
24. À l'abordage (A Pirate's Life for Me)

### Neuvième saison (1997-1998)
1. Steve aux enchères (Out with the Old)
2. La Chasse aux canards (They Shoot Ducks, Don't They?)
3. La Plus Belle pour aller danser (Dumb Belle of the Ball)
4. Laura s'émancipe (Drinking and Jiving)
5. L'Anniversaire d'Eddie (Who's Afraid of the Big Black Book)
6. Dis-moi ce que tu penses (A Mind is a Terrible Thing to Read)
7. Les Pantins Diaboliques (Stevil II: This Time He's Not Alone)
8. Permutation (Trading Places)
9. Le Millionnaire (A Pain in Harrassment)
10. Bonjour cousin (Original Gangsta Dawg)
11. Paquet-cadeau (Deck the Malls)
12. Un cuisinier quatre étoiles (Grill of My Dreams)
13. C'est dur de rompre (Breaking up is Hard to Do)
14. Dingue de toi [1/2] (Crazy for You)
15. Plus dingue de toi [2/2] (Crazier for You)
16. Chercher la femme (Whose Man Is It, Anyway?)
17. Vive la polka (Polkapalooza)
18. Voyage en train (Throw Steve From the Train)
19. Le Pot de colle (Don't Make Me Over)
20. L'Heure du choix (Pop Goes the Question)
21. Perdu dans l'espace [1/2] (Lost in Space)
22. Perdu dans l'espace [2/2] (Lost in Space)